# Idar-Oberstein
Idar-Oberstein is een districtsstad in het district Birkenfeld in de deelstaat Rijnland-Palts van de Bondsrepubliek Duitsland. De zogenoemde 'edelsteen- en garnizoenstad' is met bijna 30.000 inwoners de grootste gemeente van het district. Sinds 2016 draagt ze de titel 'Nationale parkstad'.

## Geschiedenis
Oberstein was een heerlijkheid tijdens het ancien régime (zie heerlijkheid Oberstein).
De stad Idar-Oberstein bestaat sinds 1 oktober 1933 als gemeente. Op die datum werden de steden Oberstein en Idar met de dorpen Algenrodt en Tiefenstein samengevoegd tot Idar-Oberstein. De stad maakte na de Tweede Wereldoorlog van 1946 -1949 deel uit van de Franse bezettingszone.
Op 7 juni 1969 werden de gemeenschappen Enzweiler, Göttschied, Hammerstein en Regulshausen opgericht en op 7 november 1970 volgde de oprichting van Georg-Weierbach, Kirchenbollenbach, Mittelbollenbach, Nahbollenbach en Weierbach. Op 1 april 1960 werd de stad Idar-Oberstein op verzoek door de deelstaatregering tot districtsstad verklaard. Sindsdien mag het hoofd van het stadsbestuur zich "Oberbürgermeister" noemen.

## Keuken in Idar-Oberstein
Het bekendste gerecht uit Idar-Oberstein is het zogeheten Spießbraten. Met peper en zout gekruid vlees wordt geroosterd op een open vuur.

## Edelstenen
Idar-Oberstein staat bekend om haar edelsteenslijperijen. Al in de 14e eeuw werd er agaat en amethyst gevonden. Amethyst was toen een van de vijf belangrijkste edelstenen zodat een groeiende edelsteenindustrie werd geboren. Volgens sommige historici gaat deze activiteit zelfs terug tot aan de Romeinse tijd. De rivier de Nahe leverde waterkracht, er was dus grondstof en energie voor de slijperijen.
Toen in de achttiende eeuw de steenvoorraden van agaat en amethyst waren uitgeput raakte de industrie in verval. Bij toeval werd een halve eeuw later de basis gelegd voor een heropleving. Duitse immigranten vonden grote hoeveelheden agaat en amethyst in Brazilië. Aan het begin van de 20e eeuw was de industrie groter dan ooit tevoren met meer dan 150 werkplaatsen. De bewegwijzerde toeristische autoroute Deutsche Edelsteinstraße start er.
Er zijn verschillende bezienswaardigheden die verband houden met edelstenen: de Steinkaulenberg, het Edelsteinmuseum en het Heimatmuseum. De winkelstraat in het centrum huisvest een aantal stenenwinkeltjes.

### Expo Center MIO en Edelsteenbeurs
In 2009 werd het expositiecentrum Idar-Oberstein geopend. Er zijn drie zalen voor beurzen, concerten en conferenties. Exploitant is het bedrijf Idar-Oberstein GmbH. De sieradenbeurs INTERGEM is de grootste vakbeurs die er gehouden wordt. De Beurs van Idar-Oberstein is lid van de Wereldfederatie van Diamantbeurzen.

## Wintersport
Ten westen van Idar-Oberstein bevindt zich de Erbeskopf, de hoogste plek in Rheinland-Pfalz. Hier zijn twee skipistes en een rodelbaan.

## Onderwijs
De Johannes Gutenberg-Universiteit Mainz heeft het Institute for Gemstone Research in Idar-Oberstein. De afdeling edelsteenonderzoek is van het departement Geowetenschappen. De universiteit van Trier biedt op haar locatie Idar-Oberstein een opleiding op het gebied van edelsteen en sieraden ontwerpen.
Het Duitse Diamond Testing Laboratory (Deutsche Diamant Prüflabor GmbH) beproeft sinds 1970 de kwaliteit van geslepen diamanten. Het instituut controleert de echtheid van diamanten van over de hele wereld.

## Militair
Sinds 1938 is Idar-Oberstein garnizoensstad. Er waren vijf kazernes. Deze werden gebruikt door het Duitse leger, het Amerikaanse leger en de Fransen. De Amerikaanse barakken en de Franse kampen zijn verlaten. Bij de stad ligt het militaire oefenterrein Baumholder. De artillerieschool van de Bundeswehr is in Idar-Oberstein op de Rilchenberg. Daar is ook een Nederlands commando gestationeerd.

## Bezienswaardigheden
- Kasteel Bosselstein
- Deutsches Edelsteinmuseum
- Edelsteenmijn Steinkaulenberg
- Felsenkirche
- Jakob Bengel industrieel monument

## Verkeer en vervoer
Idar-Oberstein ligt aan het treintraject Frankfurt-Saarbrücken. In de stad gaan verschillende buslijnen naar de wijken. Tussen 1900 en 1956 werd de stad bediend door een tram en tussen 1932 en 1969 door een trolleybus. De belangrijkste weg is de B41.
Idar-Oberstein heeft een klein vliegveld voor de AERO-club.

## Bekende inwoners

### Geboren in Idar-Oberstein
- Erich Meng (1912-1940), voetballer
- Harald Fissler (1925-2013), ondernemer
- Bernd Cullmann (1939-2025), Olympisch kampioen Rome 1960
- Bruce Willis (19 maart 1955), Amerikaans acteur
- Frank Bongardt (1972), wereldkampioen kickboksen 2010
- Joelle Franzmann (19 januari 1979), triatlete
- Eduard Löwen (28 januari 1997), voetballer

### Woonachtig (geweest) in Idar-Oberstein
- Leonhard Goffiné (6 december 1648 – 11 augustus 1719), religieus volksschrijver
- Otto Nitze (20 september 1924 – 8 mei 1988), componist, muziekpedagoog en dirigent
- Tabea Reulecke (21 augustus 1981), edelsmid en sieradenontwerper

## Afbeeldingen

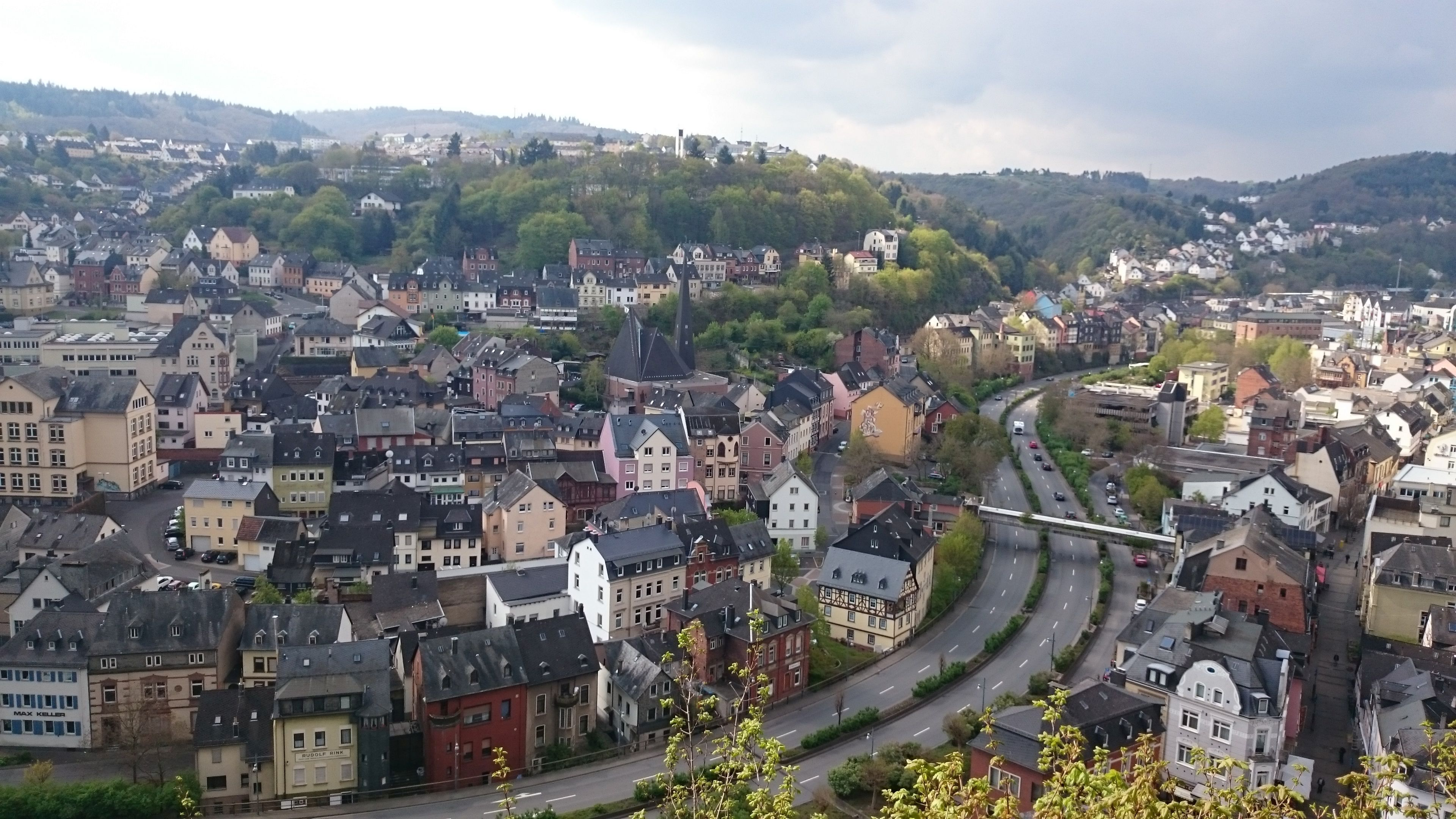
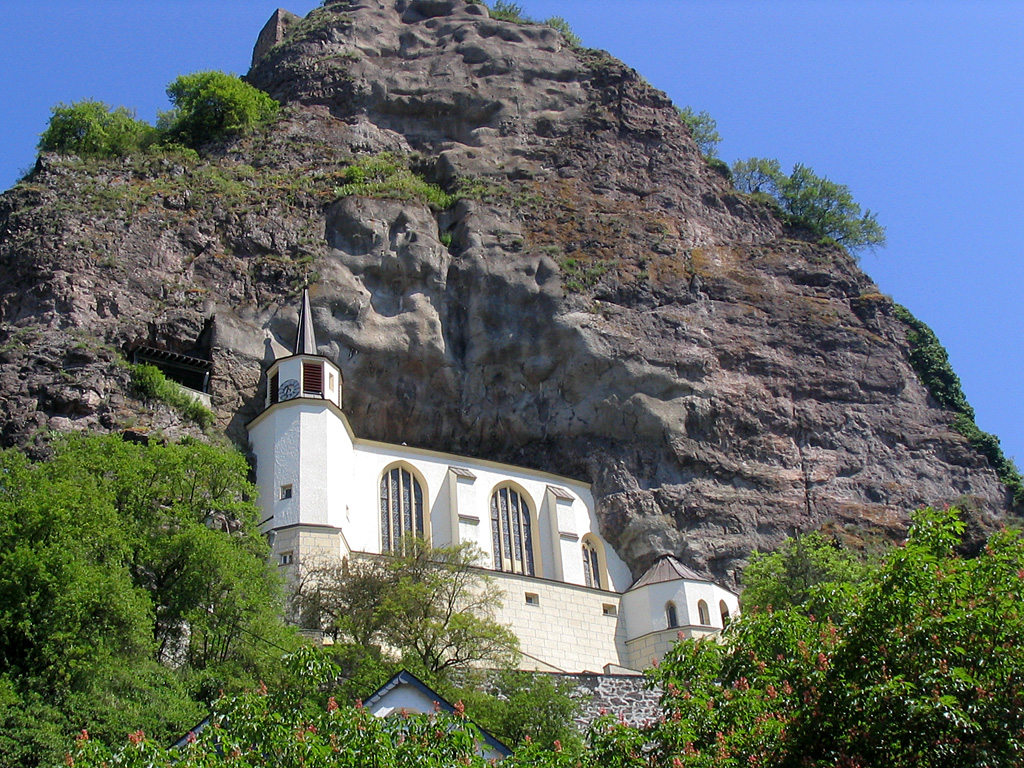
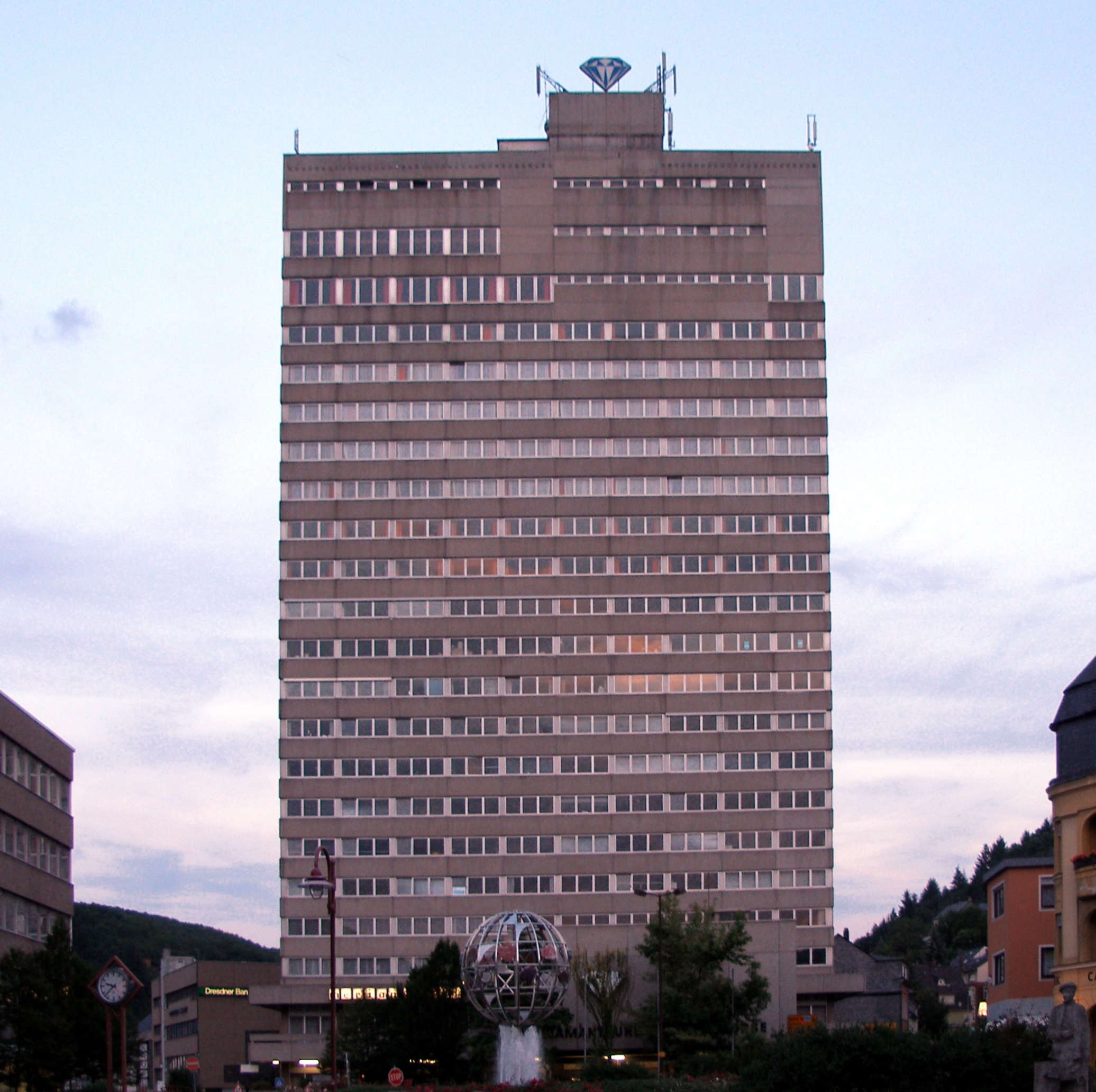
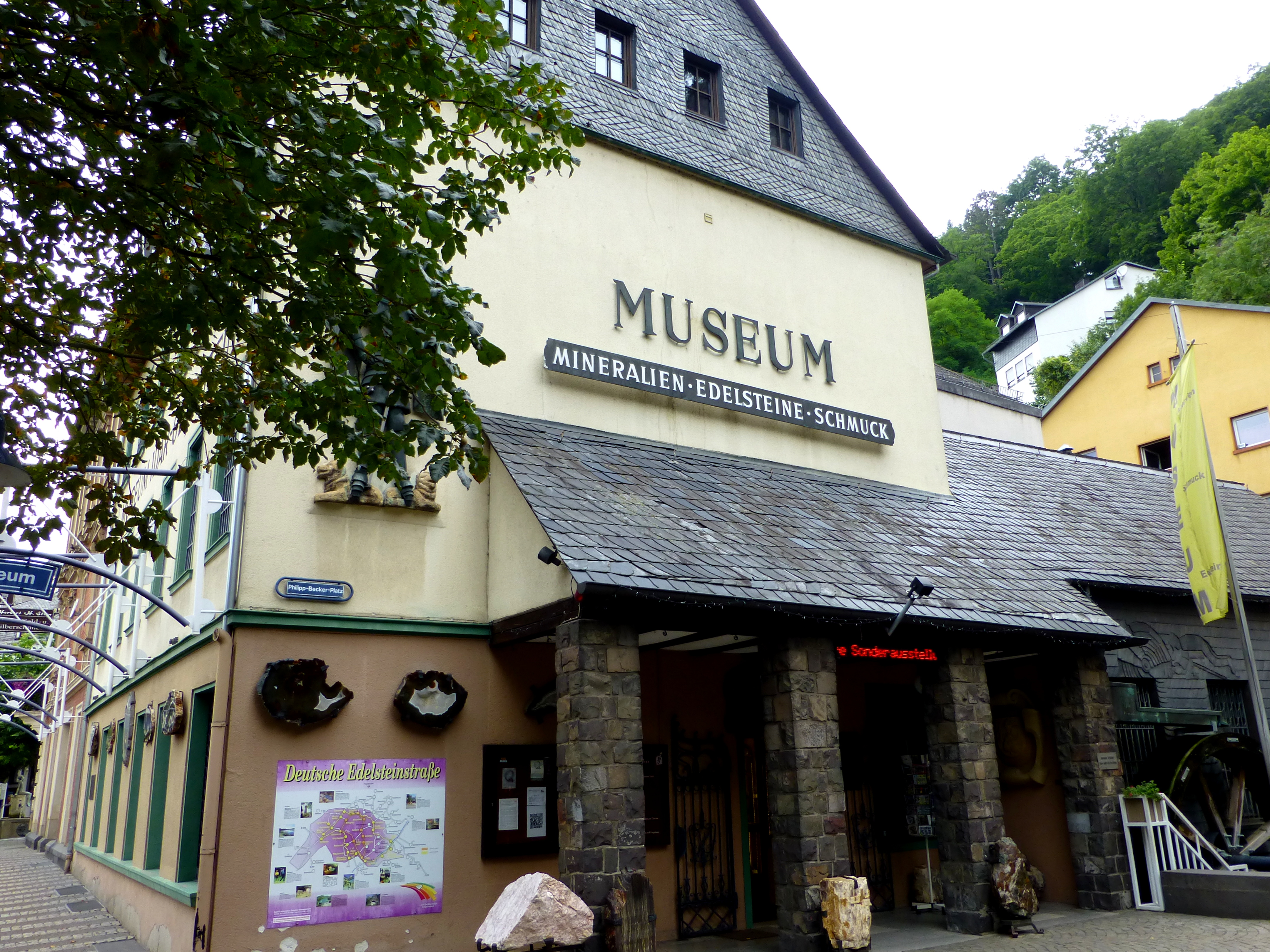
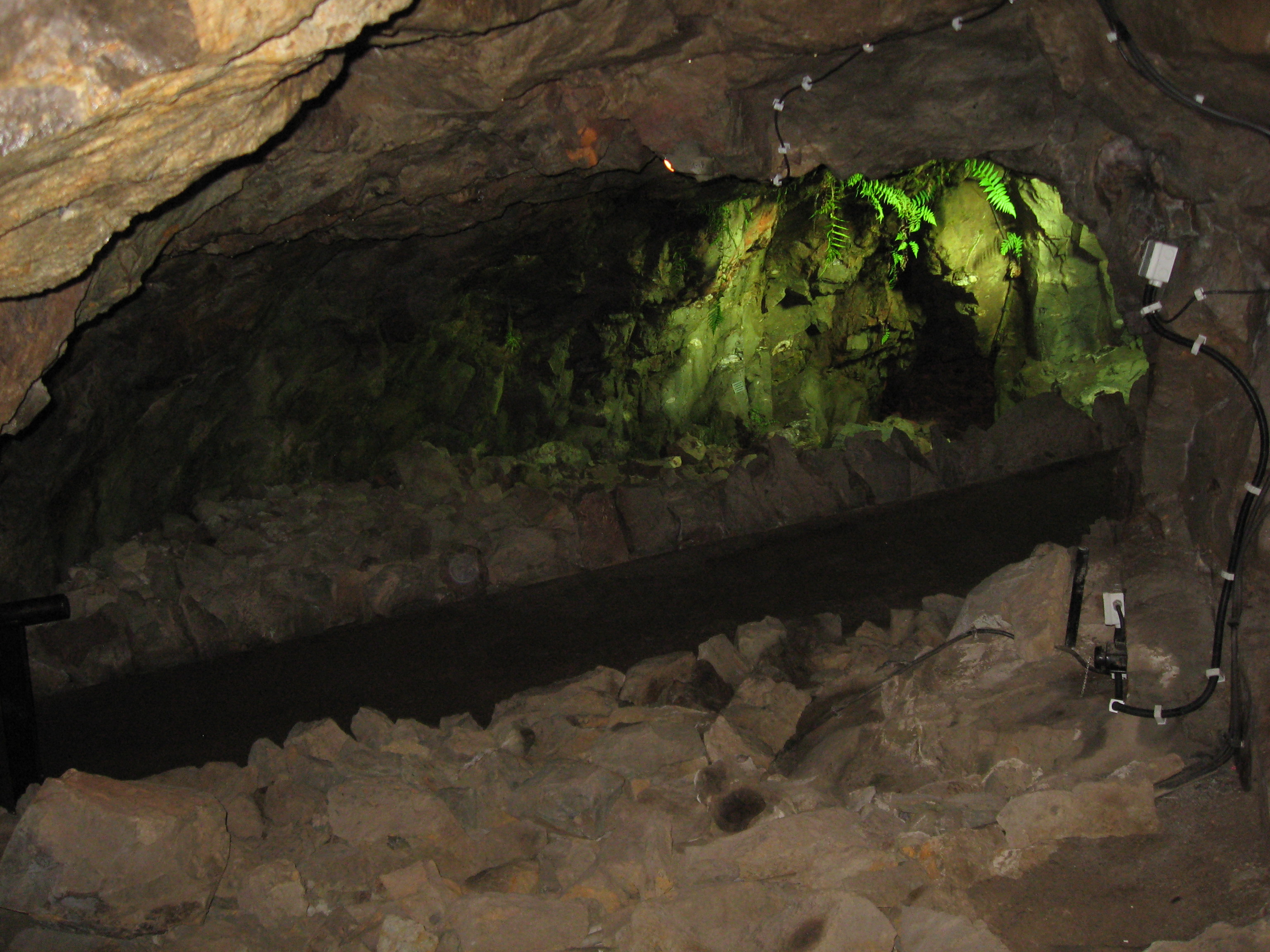
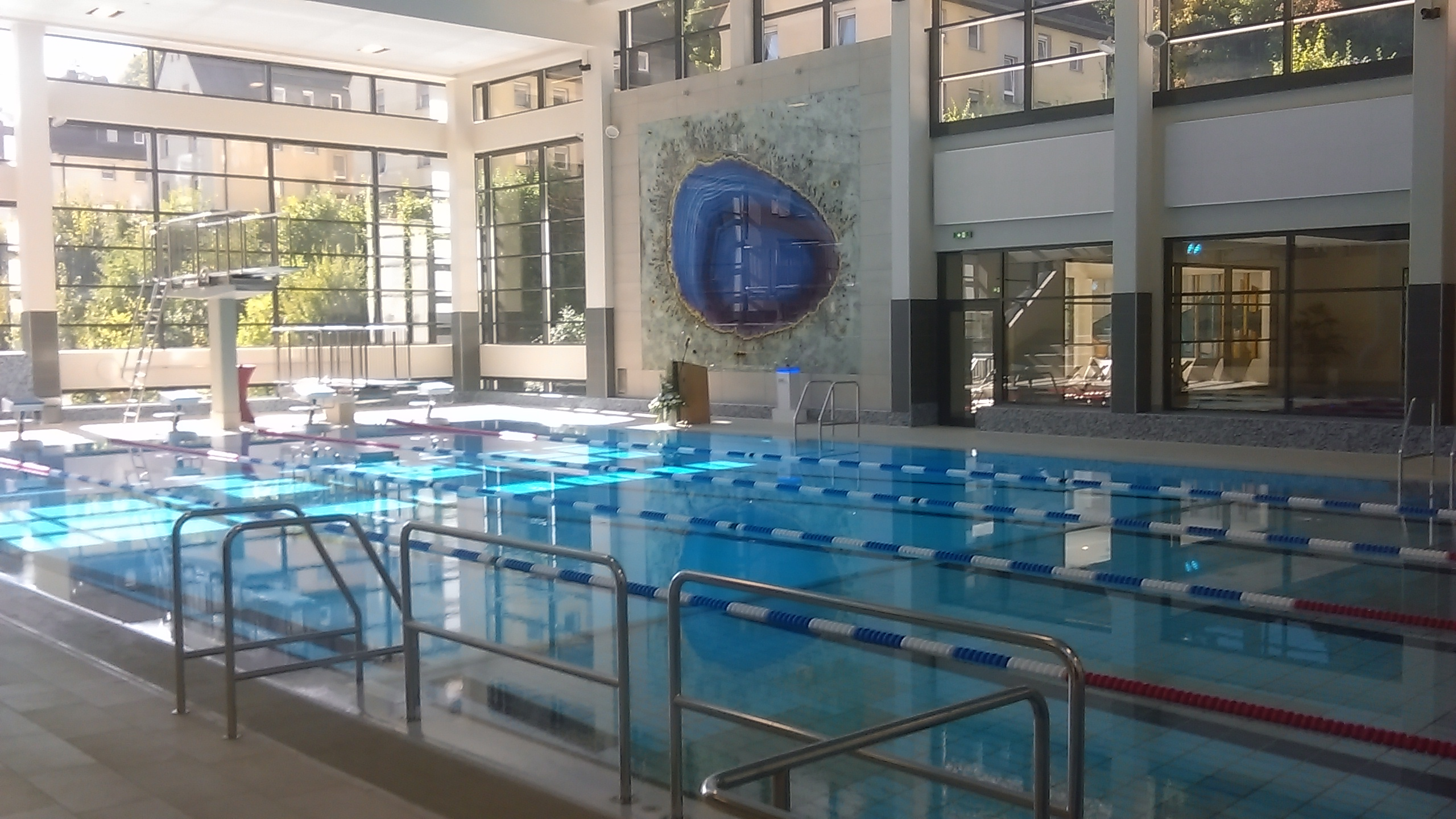
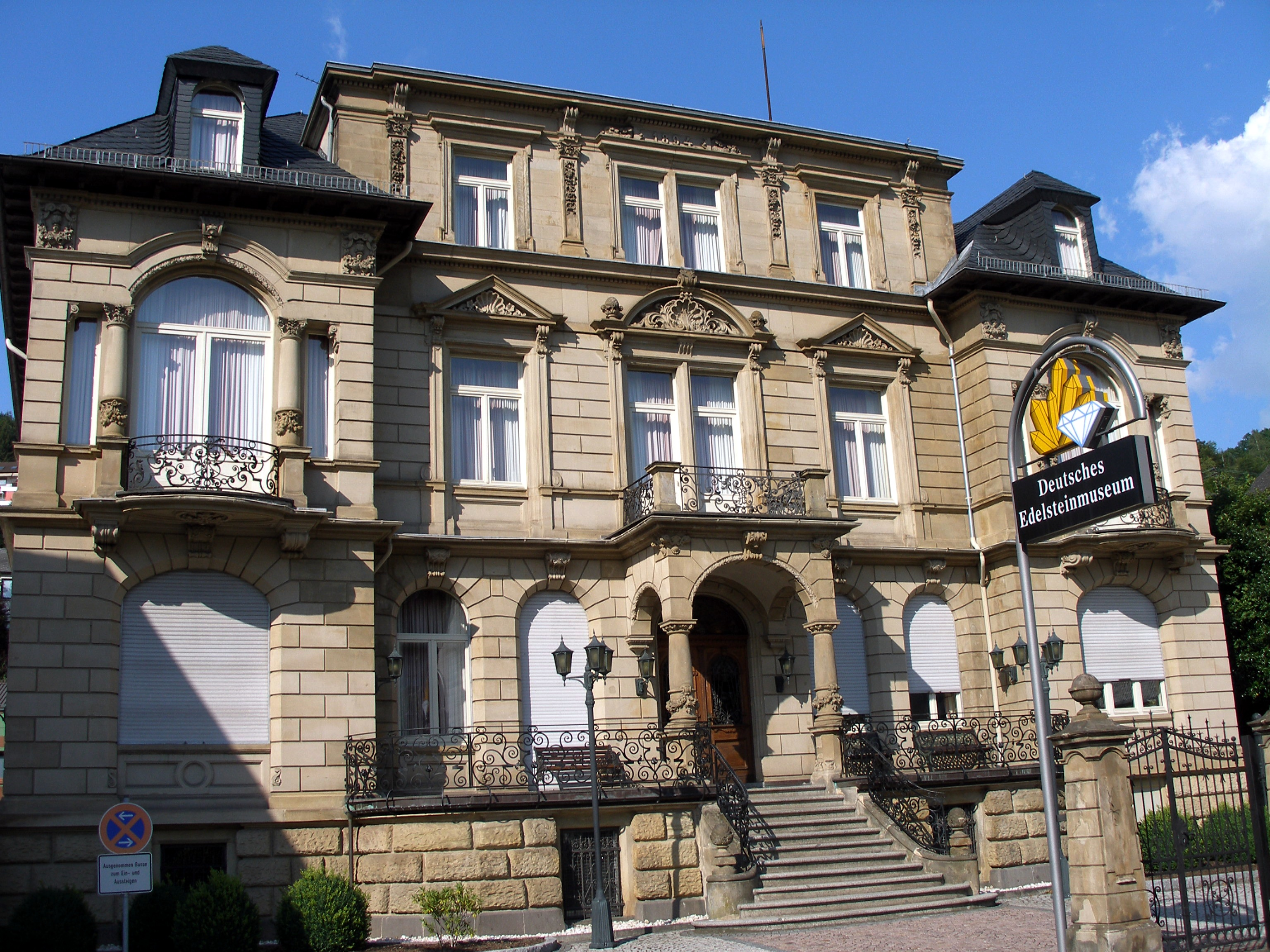
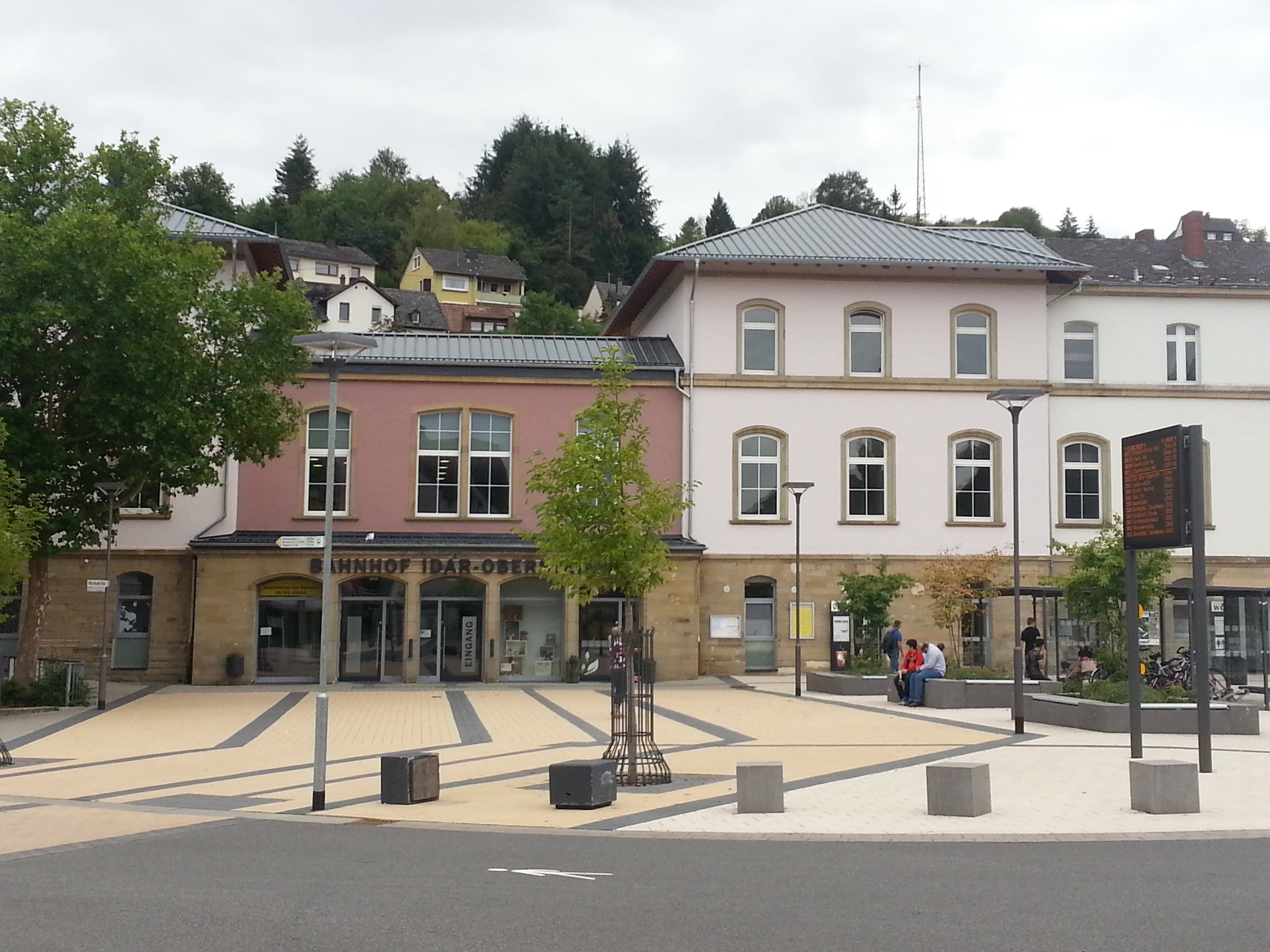
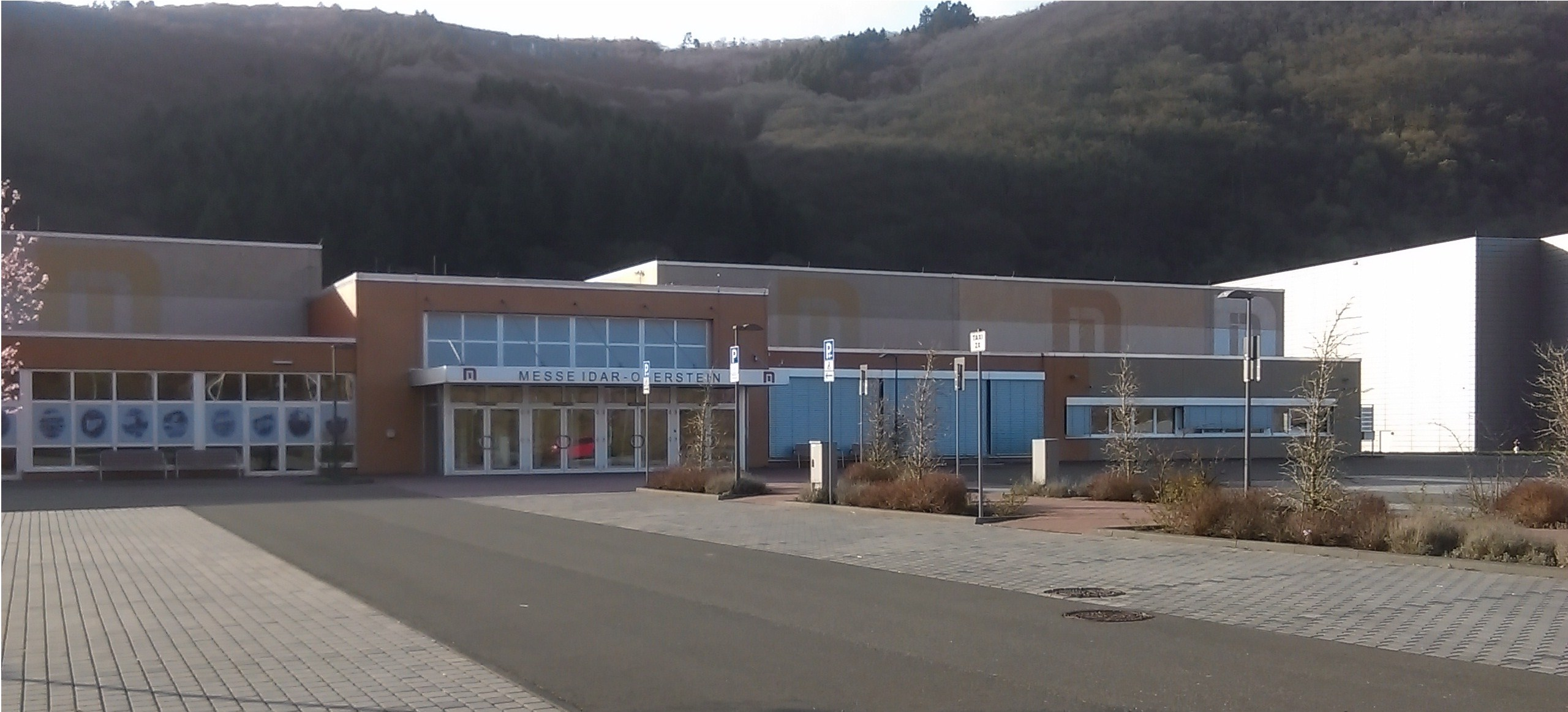
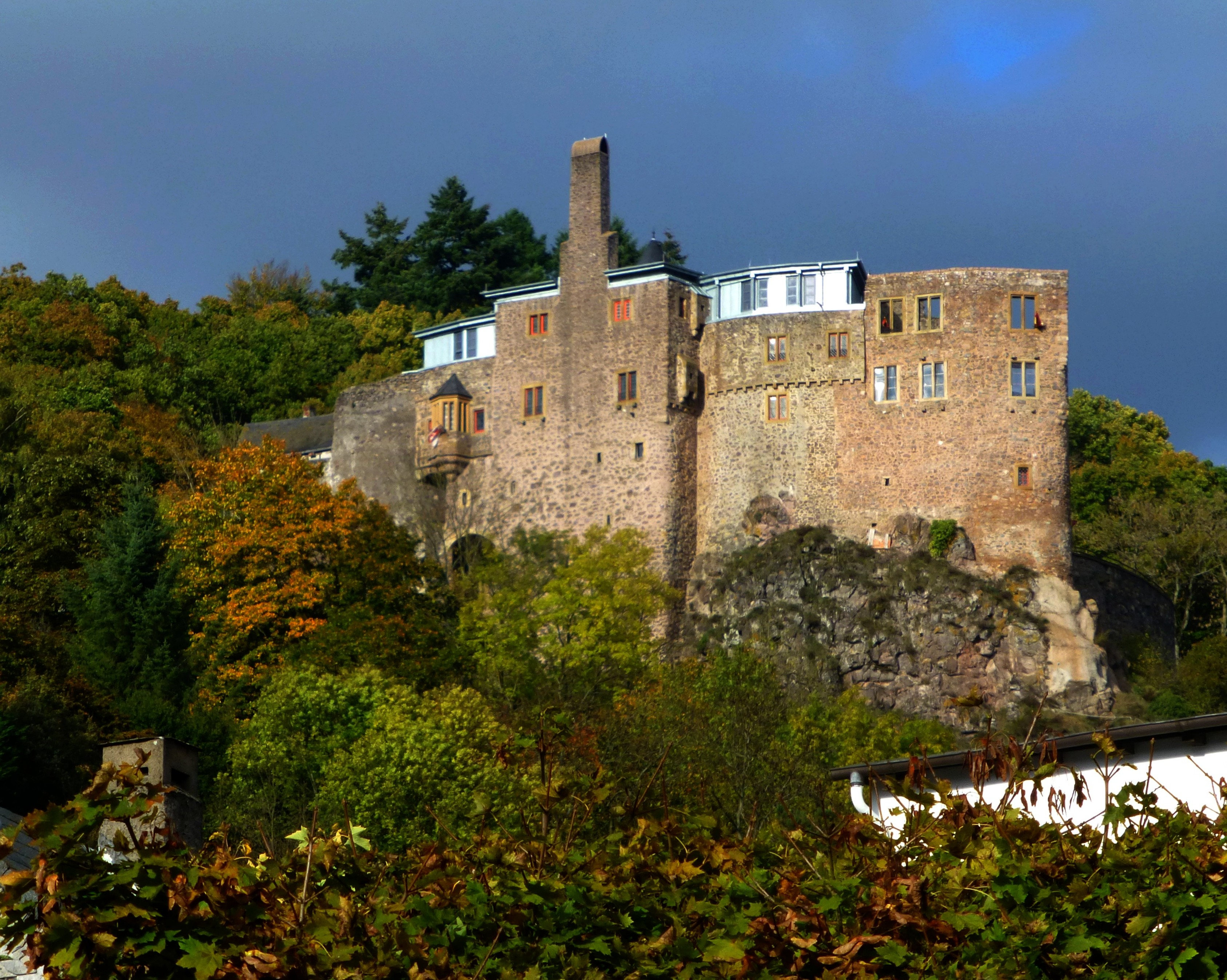
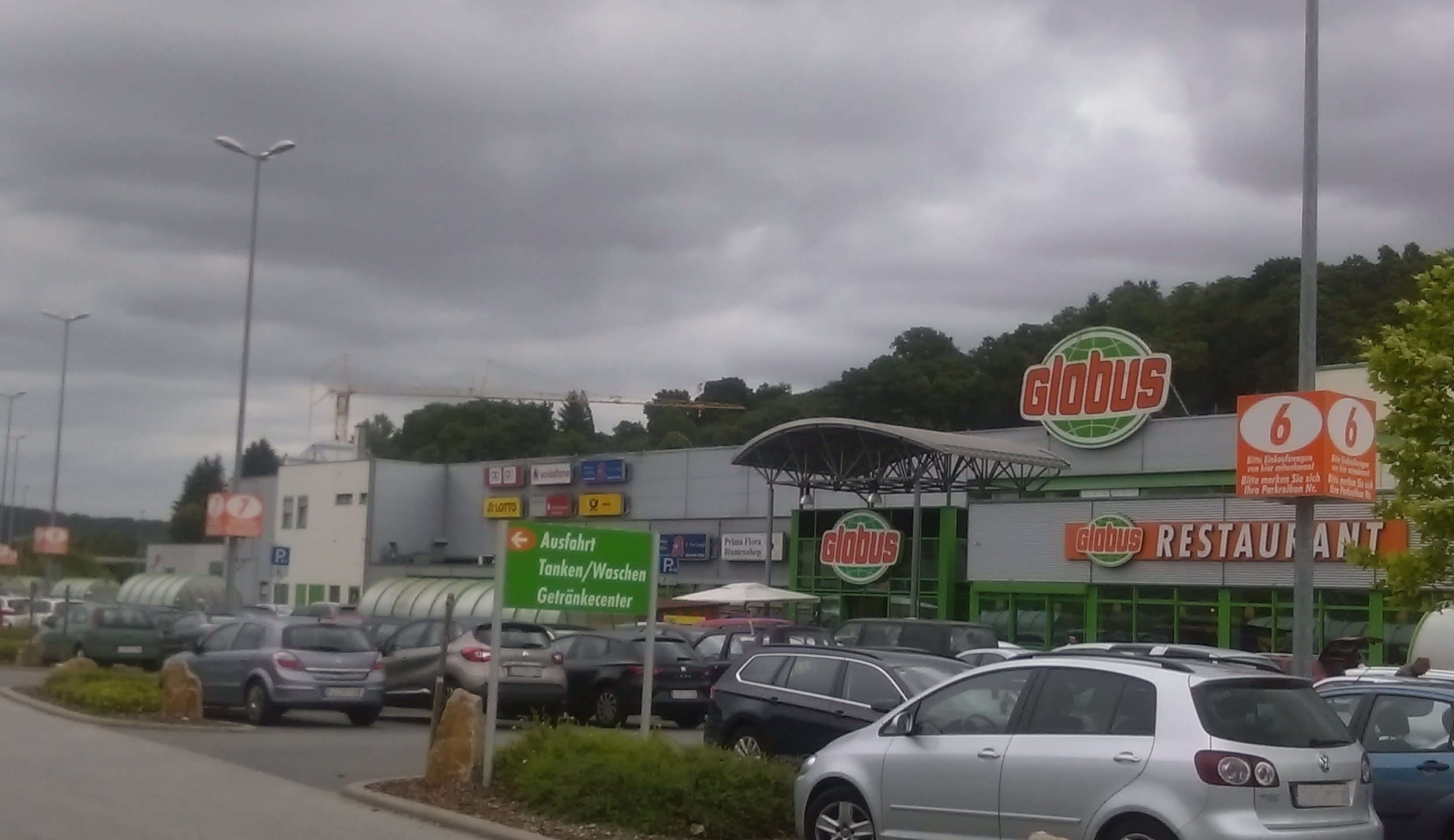
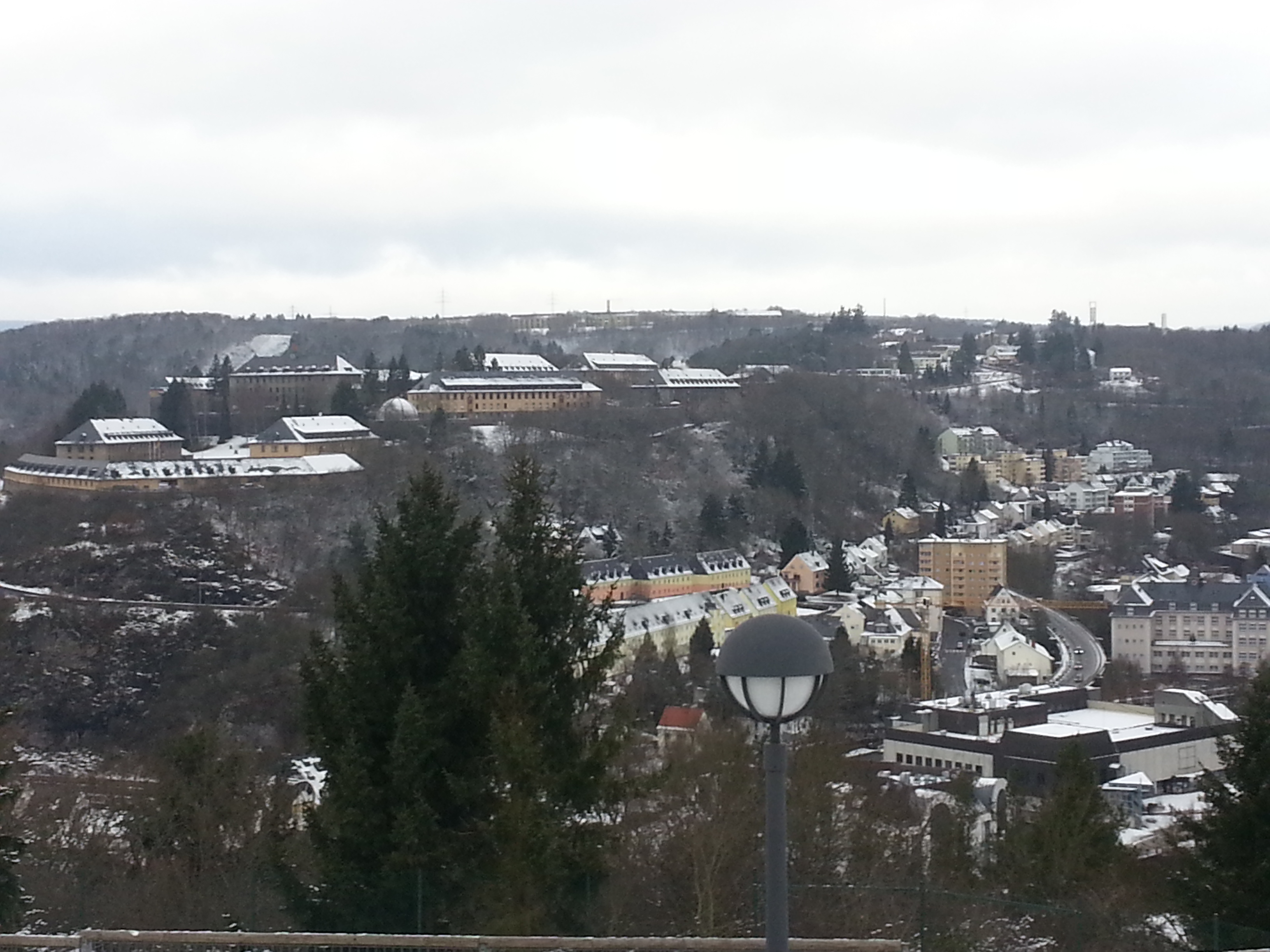
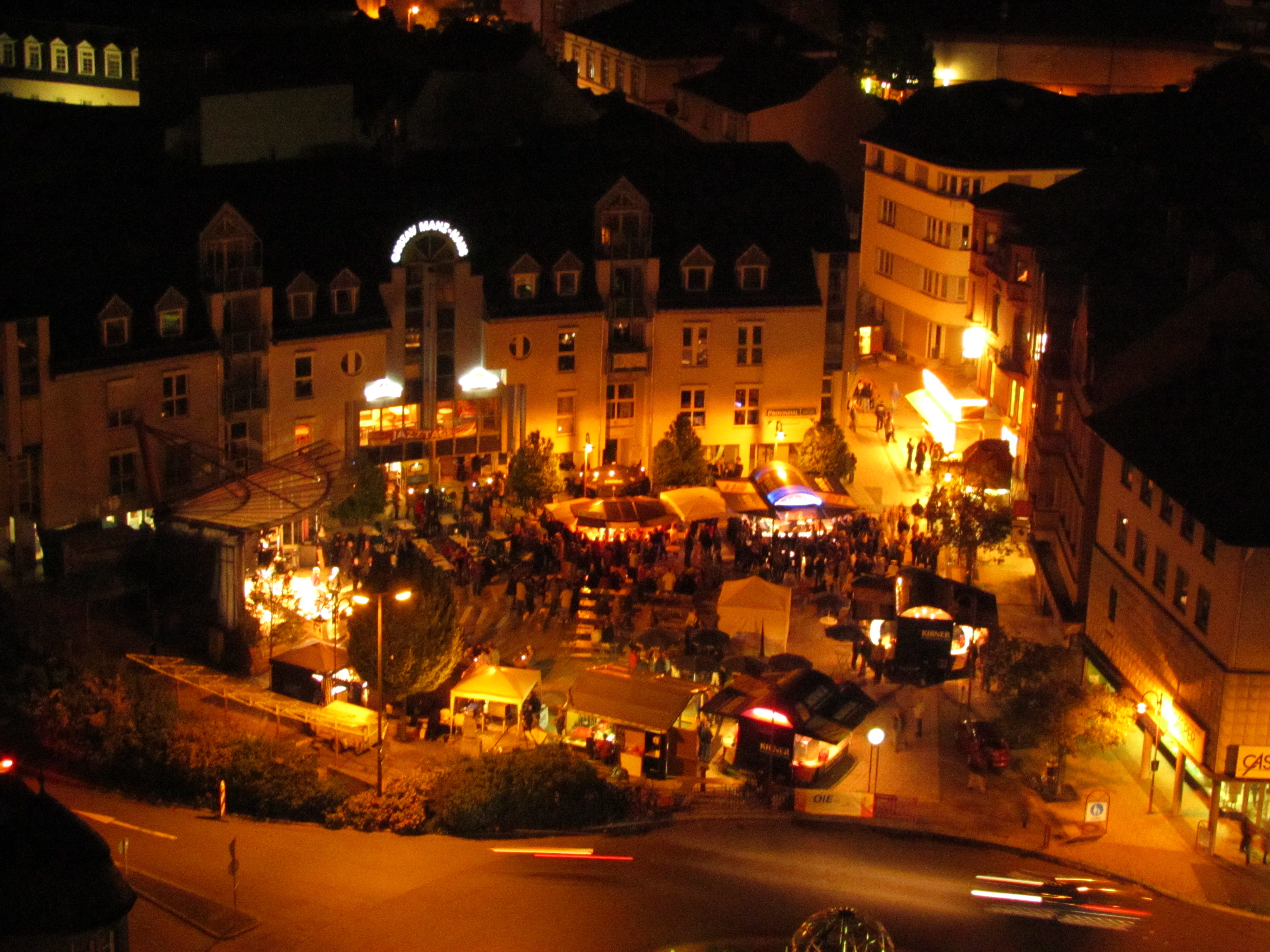
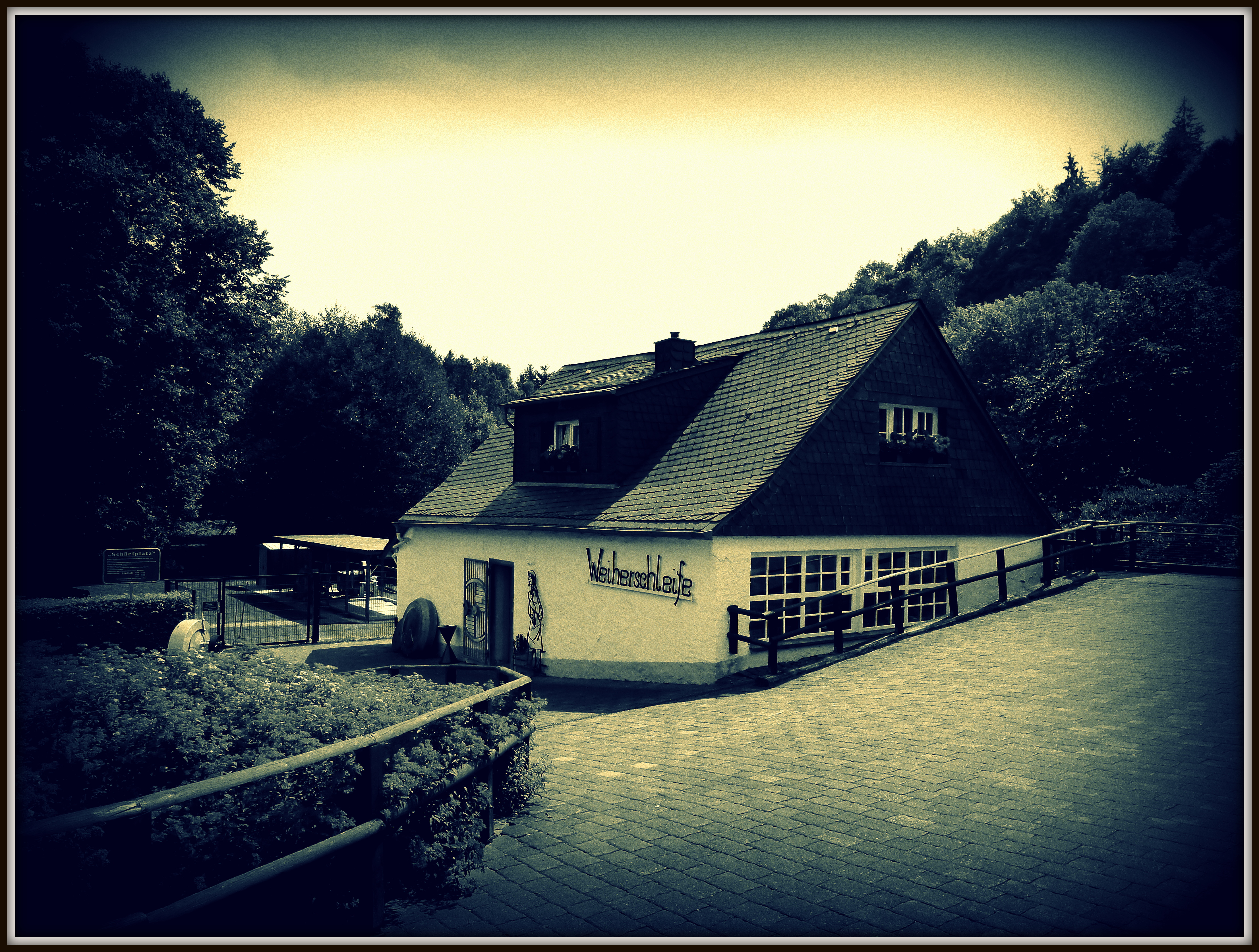
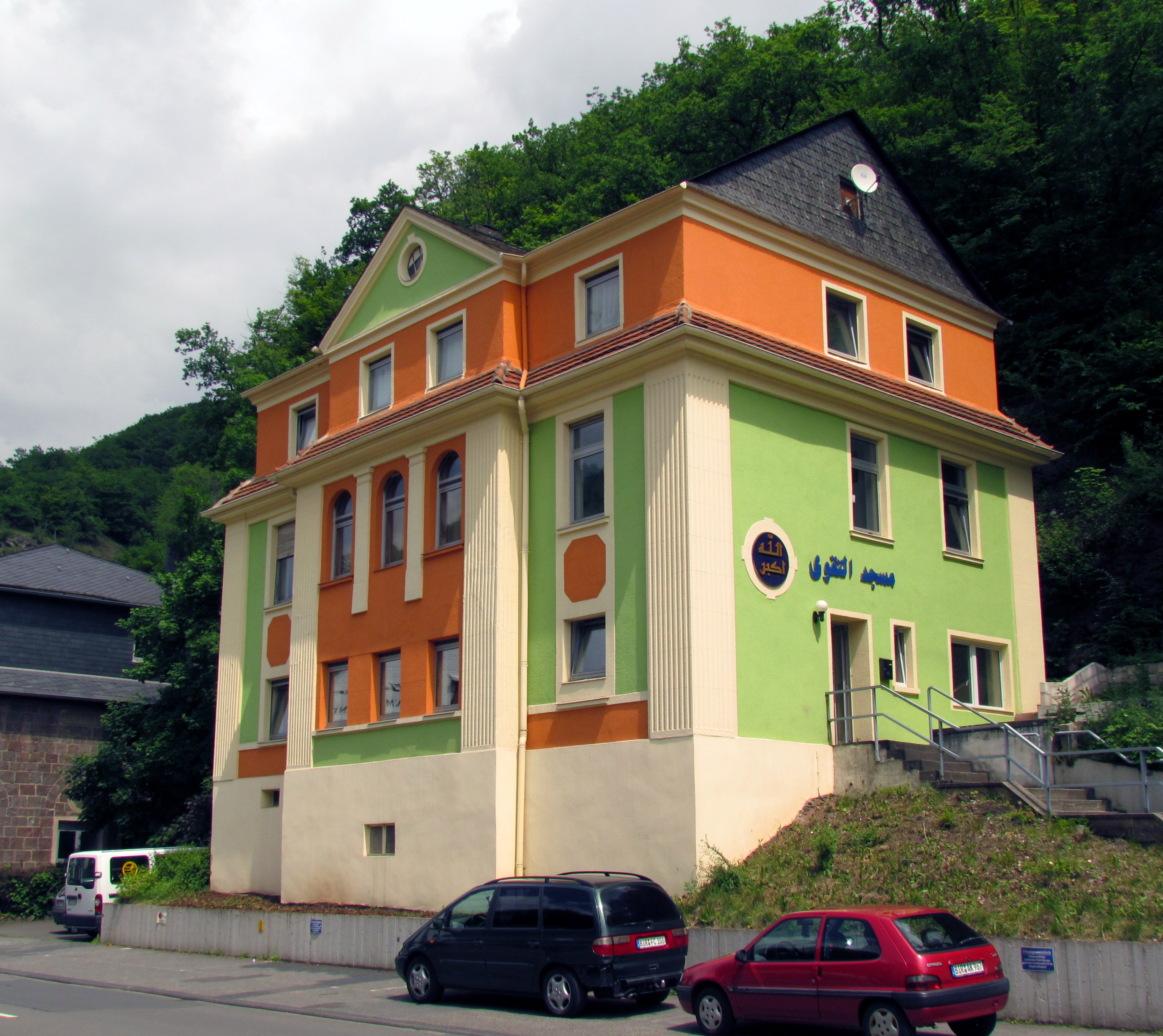